# Żagiew guzowata
Żagiew guzowata, żagiew Forquignona, żagiew wieńcowa (Polyporus tuberaster (Pers.) Fr.) – gatunek grzybów należący do rodziny żagwiowatych (Polyporaceae).

## Systematyka i nazewnictwo
Jest gatunkiem typowym rodzaju Polyporus (żagiew).
O grzybie tym pisze Paolo Boccone w Museo di fisica z 1697 jako Tuberaster fungos ferens, podaje także nazwę pospolitą Pietra Fungifera, czyli „kamień grzybonośny”. Obie te nazwy odnoszą się do charakterystycznej sklerocji.
Jako pierwszą poprawną diagnozę tego gatunku (jako  Boletus tuberaster) przyjmuje się opis Christiaana Persoona zawarty w drugim tomie Synopsis Methodica Fungorum z 1801:
Kodeks Index Fungorum i inne źródła podają, że do rodzaju Polyporus został przeniesiony po raz pierwszy przez Eliasa Friesa w pierwszym tomie Observationes mycologicae z 1815, jednak w pracy tej brak diagnozy takiej kombinacji.

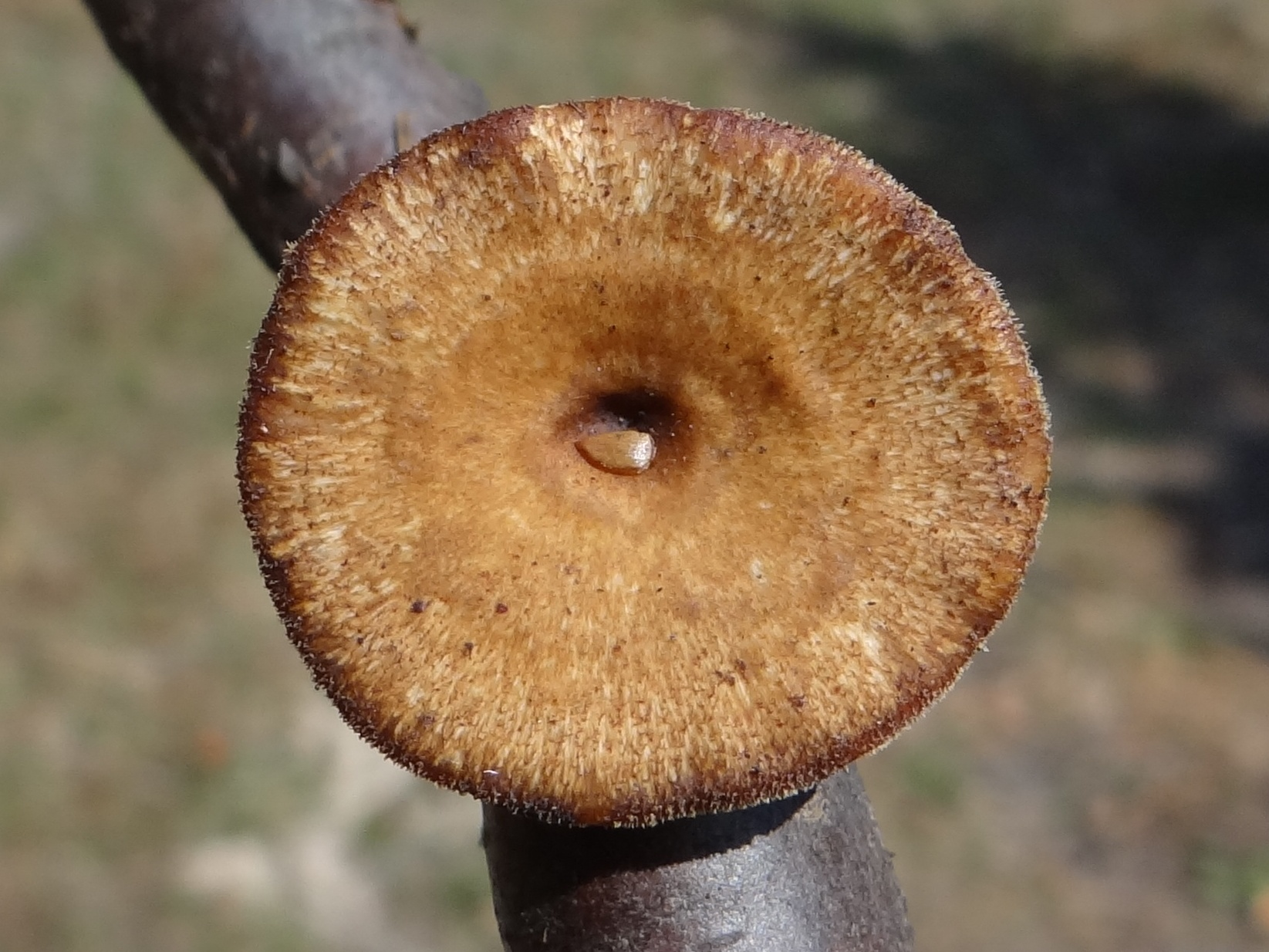
Powierzchnia kapelusza

Pracą zatwierdzającą nazwę tego taksonu jest pierwszy tom Systema Mycologicum Eliasa Friesa z 1821 r., jest to prawdopodobnie pierwsze zastosowanie kombinacji Polyporus tuberaster:
Synonimy naukowe:

- Boletus tuberaster Jacq. 1796
- Boletus tuberaster Jacq. ex Pers. 1801
- Cerioporus forquignonii (Quél.) Quél. 1886
- Favolus boucheanus Klotzsch 1833
- Leucoporus forquignonii (Quél.) Pat. 1900
- Leucoporus lentus (Berk.) Pat. 1900
- Melanopus coronatus (Rostk.) Bourdot & Galzin 1925
- Melanopus forquignonii (Quél.) Bourdot & Galzin 1925
- Melanopus lentus (Berk.) Bourdot & Galzin 1925
- Melanopus squamosus var. coronatus (Rostk.) Bourdot & Galzin 1925
- Melanopus squamosus var. forquignonii (Quél.) Bourdot & Galzin 1925
- Melanopus squamosus var. lentus (Berk.) Bourdot & Galzin 1925
- Mycelithe fungifera Gasp. 1842
- Polyporellus squamosus f. forquignonii (Quél.) Pilát 1936
- Polyporellus squamosus f. lentus (Berk.) Pilát 1936
- Polyporellus tuberaster (Jacq. ex Pers.) Pilát 1936
- Polyporus boucheanus (Klotzsch) Berk. 1874
- Polyporus coronatus Rostk. 1848
- Polyporus floccipes Rostk. 1848
- Polyporus forquignonii Quél. 1884
- Polyporus lentus Berk. 1860
- Polyporus squamosus var. boucheanus (Klotzsch) Cleland & Cheel 1917

Nazwa łacińska pochodzi od łacińskiego słowa tuber oznaczającego bulwę, guza, także truflę i nawiązuje do charakterystycznej cechy tego gatunku – wytwarzanie zagłębionej w substracie, gąbczastej skleroty. Nazwy polskie podał Stanisław Domański ze współautorami w 1967 r. W atlasach grzybów gatunek ten często opisywany jest natomiast pod nazwą żagiew bulwiasta. Żadna z tych nazw nie ma jednak statusu nazwy oficjalnej.

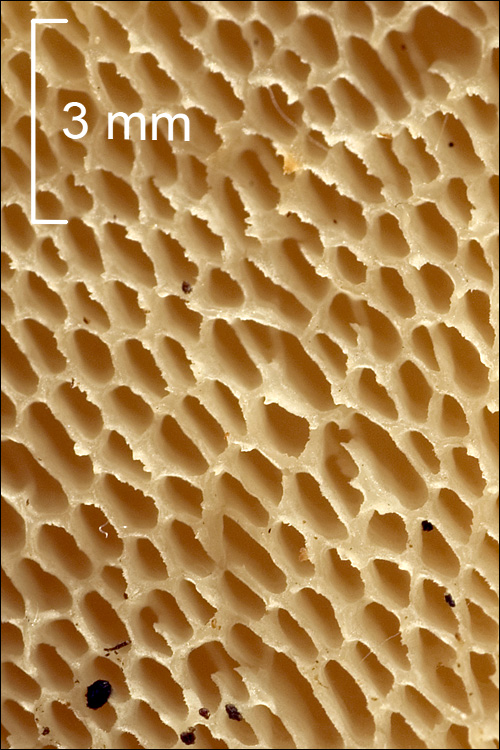
Hymenofor
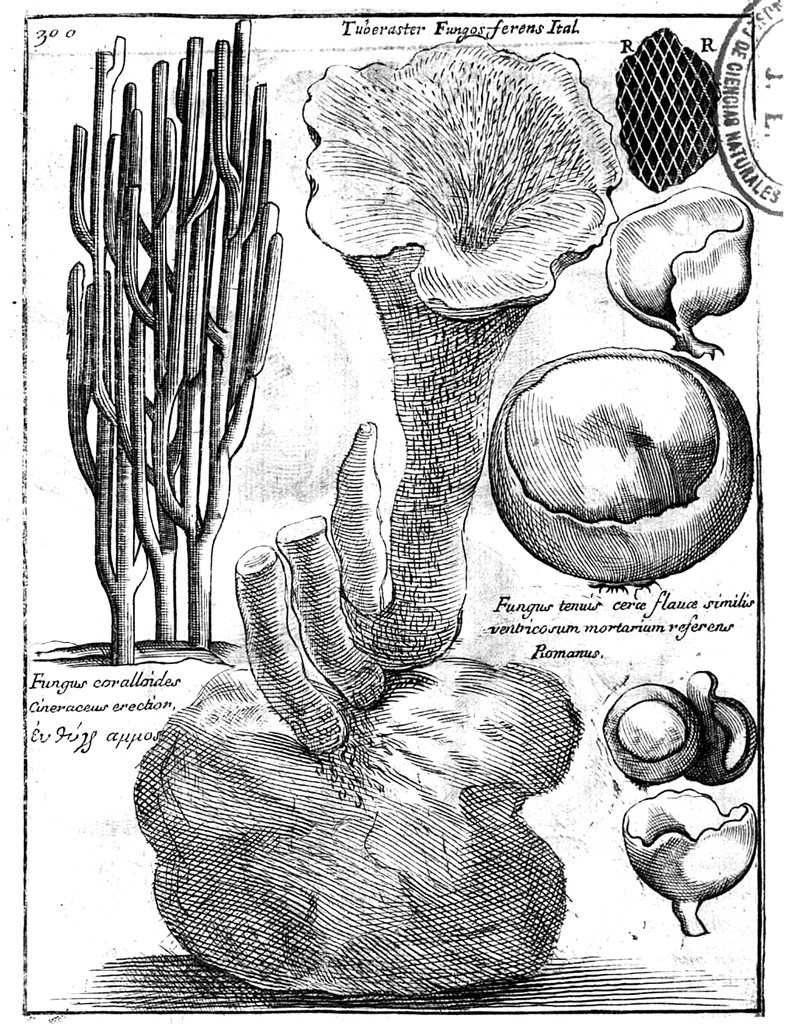
P. Boccone: Museo di fisica, tab. 300. (1697)
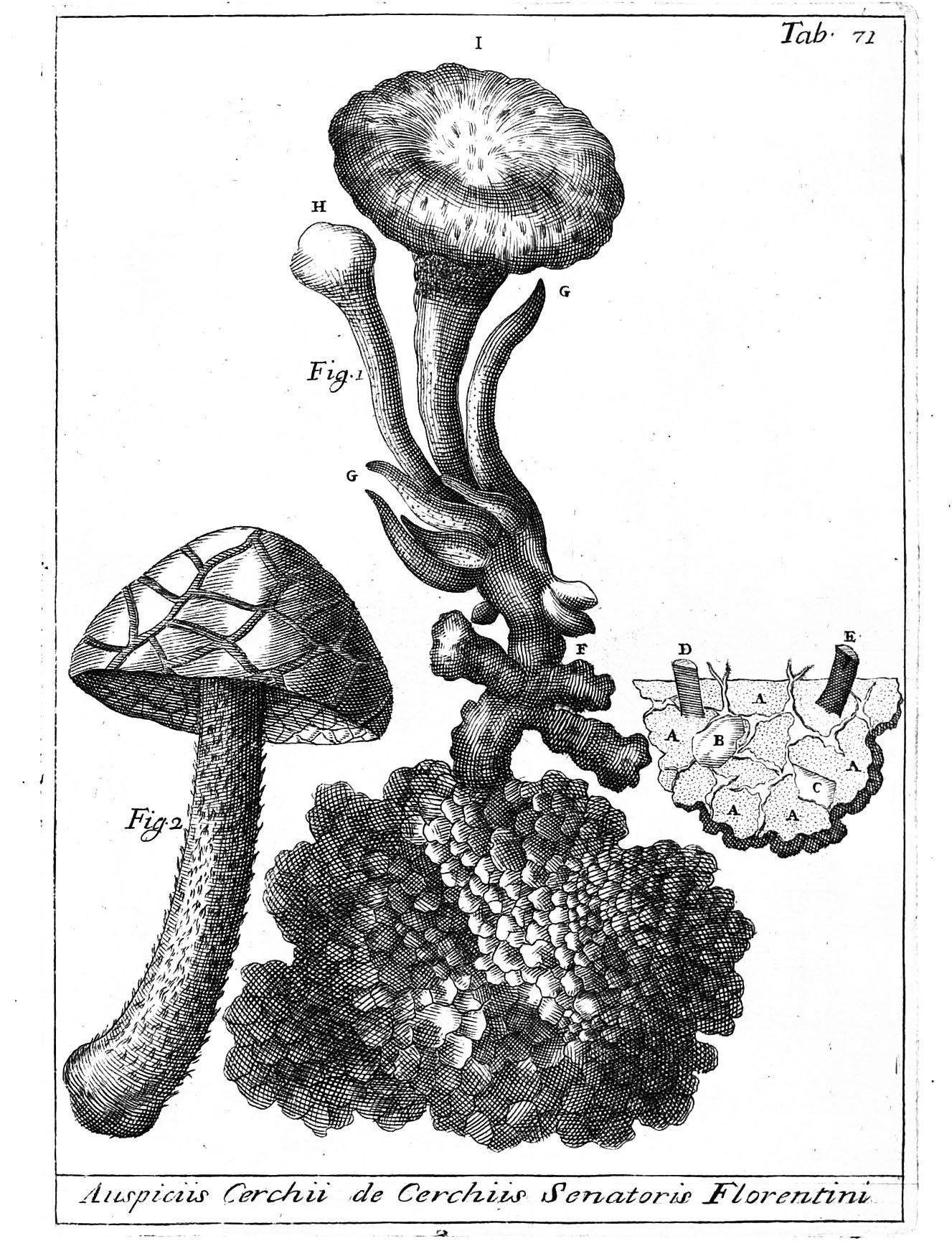
Nova plantarum genera, tab. 71. (1729)
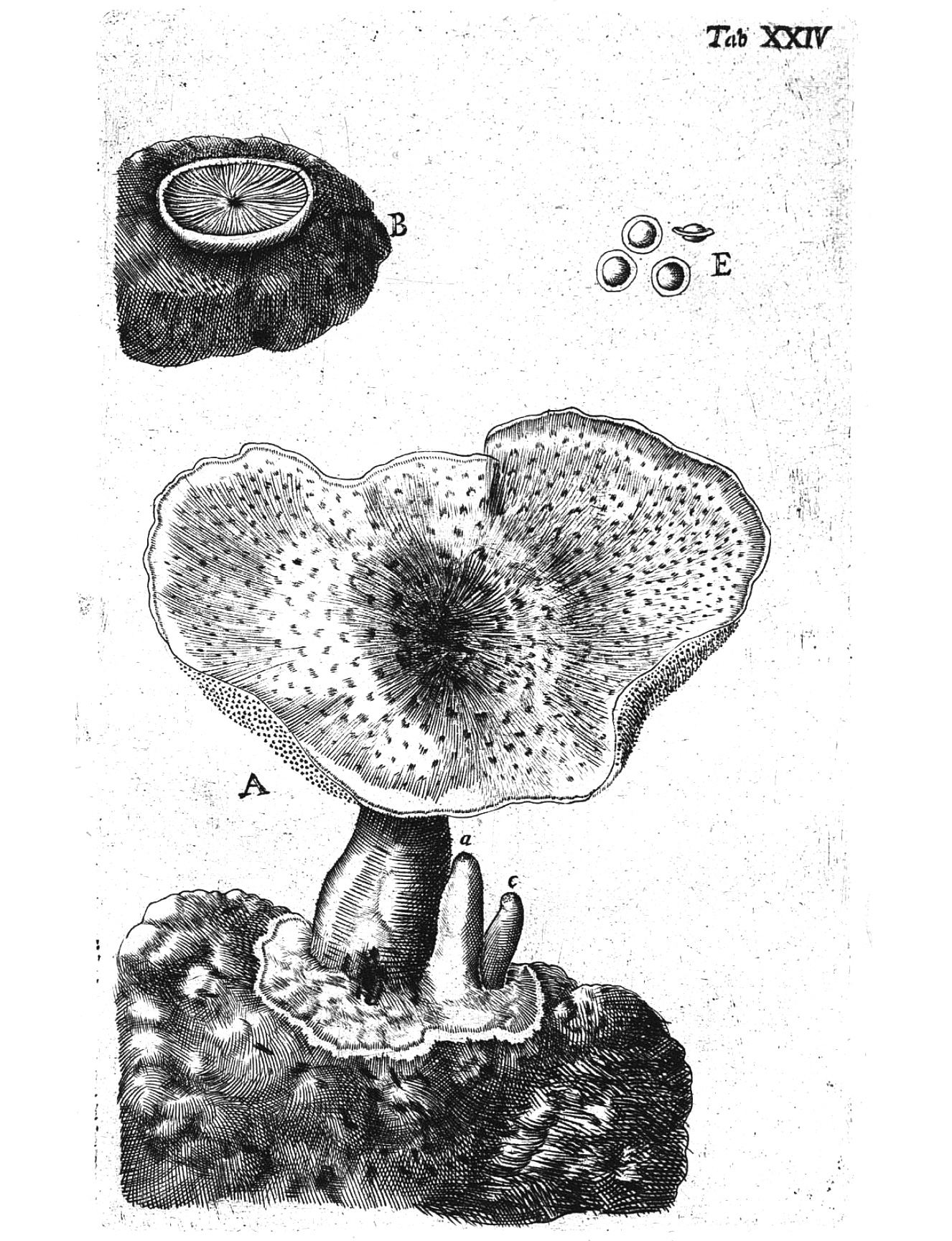
G. Battarra: Fungorum agri Ariminensis historia, tab. 26. (1755)
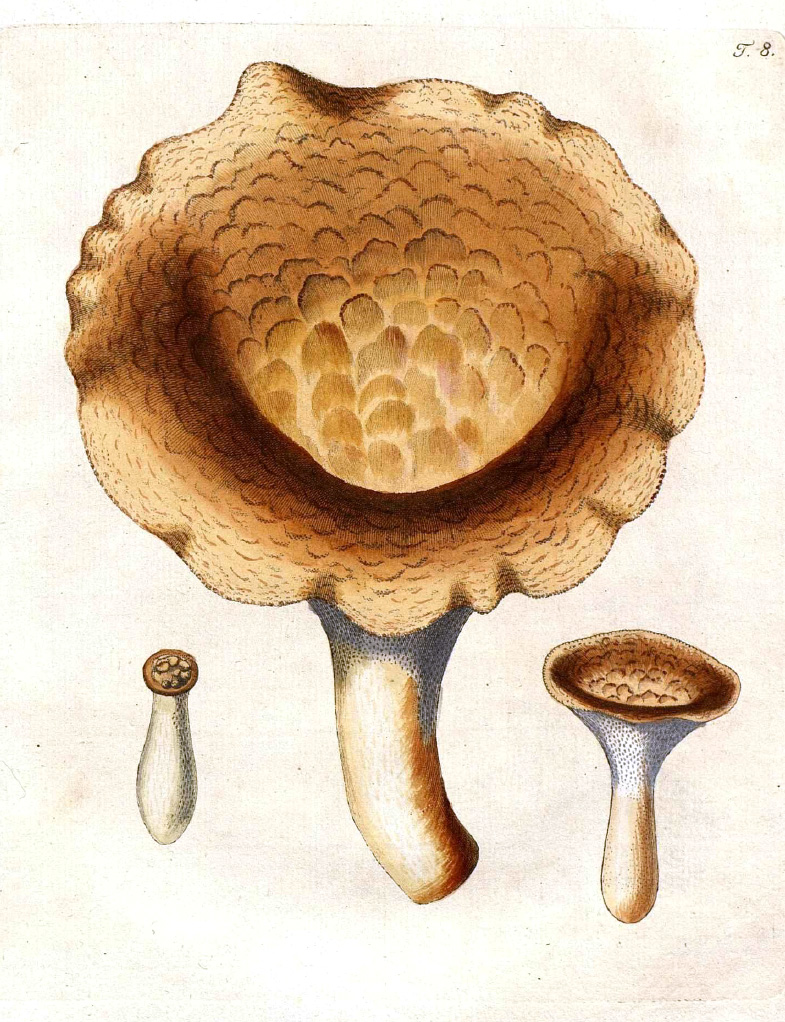
N. von Jacquin: Collectaneorum supplementum, tab. 8. (1797)
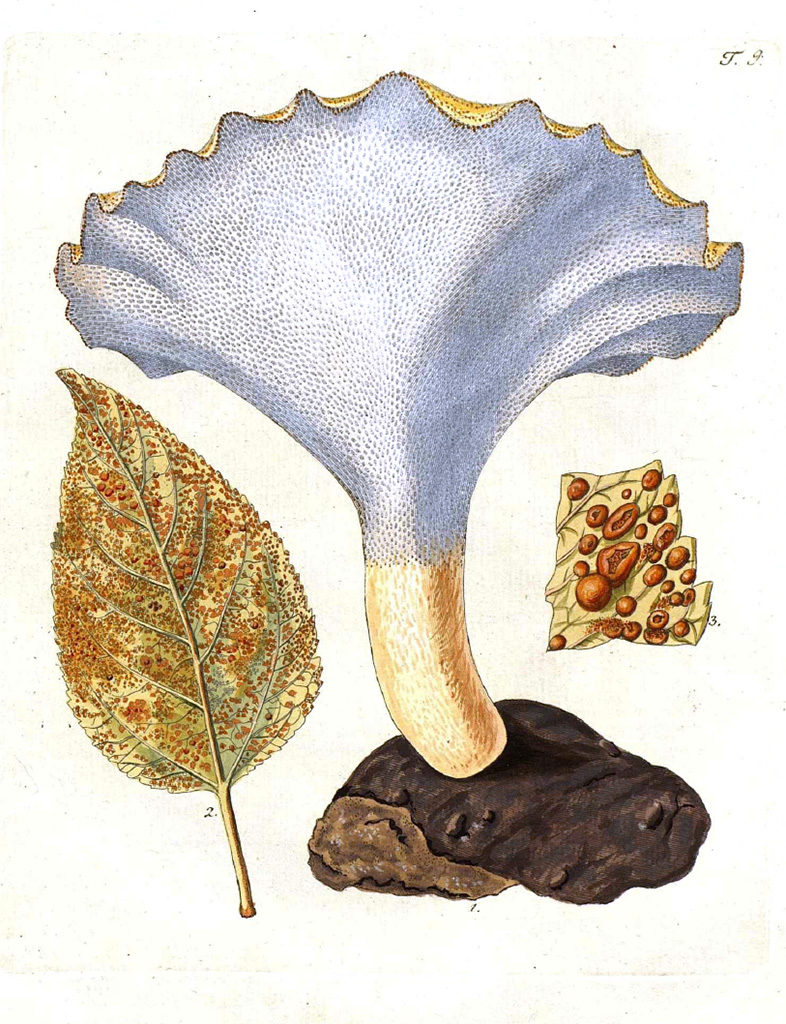
N. von Jacquin: Collectaneorum supplementum, tab. 9. (1797)

## Morfologia
Kapelusz
Średnica 2–12 cm, kształt najczęściej lejkowaty, czasami rozpostarty. Skórka sucha filcowata, jasnobrązowa, pokryta ciemniejszymi (ochrowobrązowymi lub czerwonobrązowymi) łuskami
Hymenofor
Rurkowy. Rurki białe i zbiegające na trzon. Pory duże (średnica 1–2 mm), kanciaste, u młodych okazów białe, u starszych żółtawe.
Trzon
Wysokość 3–8 cm, grubość 0,5–1,5 cm, walcowaty, prosty lub krzywy, przeważnie osadzony na środku kapelusza. Powierzchnia biaława lub bladoochrowa, nieco owłosiona.
Miąższ
U młodych owocników elastyczny, u starszych łykowaty, koloru białawego, bez zapachu.
Wysyp zarodników
Biały. Zarodniki eliptyczne, gładkie, o rozmiarach 9,5–14,5 × 3,5–5,8 μm.

## Występowanie i siedlisko
Występowanie tego gatunku potwierdzono w Europie (w Austrii, Belgii, Bułgarii, Danii, Francji, Hiszpanii, Irlandii, Liechtensteinie, Luksemburgu, Niemczech, Norwegii, Polsce, Słowacji, Słowenii, Szwecji i Wielkiej Brytanii), w północno-zachodniej Afryce (w Maroku), w Ameryce Północnej (w Stanach Zjednoczonych i Kanadzie) oraz w Australii i w Japonii. W Polsce gatunek rzadki. Znajduje się na Czerwonej liście roślin i grzybów Polski. Ma status R – potencjalnie zagrożony z powodu ograniczonego zasięgu geograficznego i małych obszarów siedliskowych. Znajduje się na czerwonych listach gatunków zagrożonych także w Austrii, Holandii, Estonii, Szwecji, Niemczech.
Rozwija się na drewnie drzew liściastych, głównie z rodzaju wiąz i buk. Występuje w lasach, na cmentarzach, w ogrodach i parkach. Owocniki pojawiają się od sierpnia do października. Najczęściej rozwijają się w zagrzebanym lub leżącym na ziemi drewnie i wyrastają ponad ziemią, zawsze jednak sklerota znajduje się w ziemi i przerasta leżące nad ziemią drewno.

## Znaczenie
Saprotrof. Owocniki żagwi guzowatej są jadalne. Dawniej były w południowej Europie uprawiane poprzez nawadnianie znalezionych sklerocji. W przeszłości przypisywano im także właściwości lecznicze, w tym przeciwgruźlicze.

## Gatunki podobne
Podobne owocniki wytwarza żagwiak łuskowaty (Cerioporus squamosus), nie posiada jednak skleroty. Podobny hymenofor ma znacznie bardziej pospolita żagiew zimowa (Lentinus brumalis), która także nie wytwarza skleroty.